# Neopomacentrus fuliginosus
Neopomacentrus fuliginosus är en fiskart som först beskrevs av Smith, 1960.  Neopomacentrus fuliginosus ingår i släktet Neopomacentrus och familjen Pomacentridae. Inga underarter finns listade i Catalogue of Life.